# Mistr Francke
Mistr Francke, též Franke, německy Meister Francke, zvaný též bratr Francke, německy Frater Francke (kolem 1380 v regionu dolního Rýna či v Nizozemí – kolem 1436 Hamburk) byl německý malíř a dominikánský mnich. Pravděpodobně se školil jako iluminátor a malíř ve Francii nebo v Nizozemí (jeden dokument ho nazývá Fratre Francone Zutphanico, čili bratr Frank ze Zutphenu, a Zutphen mohl být jeho rodištěm nebo místem vzdělání). Poté pracoval v Münsteru a nejpozději roku 1424 vstoupil do kláštera sv. Jana v Hamburku. Dochovaly se dva oltáře, které vyzdobil, jeden je věnován sv. Tomáši Becketovi, druhý sv. Barboře.